# Methanopyrus kandleri
A Methanopyrus kandleri a Methanopyrus nembe tartozó metanogén Archaea faj. Az archeák – ősbaktériumok – egysejtű, sejtmag nélküli prokarióta szervezetek.

## Leírása
Pálcika alakú hipertermofil szervezet, egy fekete füstölő falán fedezték fel a Kaliforniai-öbölben 2000 m mélységben, és 84-110 °C hőmérsékleten. 116-os törzsét a Kairei hidrotermális mező egyik kürtőjéből származó folyadékból írták le; ez 122 °C-on is képes túlélni és szaporodni. Magas ionkoncentrációt (>1 M) igényel a növekedéshez és a sejtaktivitáshoz.  Hidrogénben és szén-dioxidban gazdag környezetben él, és a többi metanogénhez hasonlóan az utóbbit metánná redukálja.

## Morfológia
A Methanopyrus kandleri egy pácika alakú metanogén, körülbelül 2-14 μm hosszúságú és 0,5 μm átmérőjű Sejtmembránja egyedülálló, mivel terpenoid lipidekből áll, amelyekről úgy vélik, hogy az egyik legprimitívebb lipid, és a más archaeákban talált fitanil-diéterek elődje. A terpenoidok koleszterint, hopanoidokat, karotinoidokat, fitánt és biszfitánt tartalmazó lipidek csoportja. Bár a terpenoidok a M. kandleri membránjának fő alkotóelemei, az eukariótákban és baktériumokban inkább tartószerkezetként szolgálnakKépes mozogni a sejtpóluson található ostorok segítségével.
Nagy koncentrációban tartalmaz ciklikus 2,3-difoszfoglicerátot. Ez a vegyület gyakran megtalálható a hipertermofilekben, segít megelőzni a fehérje denaturációt magas hőmérsékleten.  A ciklikus 2,3-difoszfoglicerát megnövekedett koncentrációja védi a metanogént, segíti annak túlélését olyan környezetben, amelyet sok más szervezet nem tudna túlélni.  A fehérjék védelmét szolgáló ezen vegyületen kívül a M. kandleri membránján belül magas a sókoncentráció.  Ez a megnövekedett sókoncentráció segíti az enzimek stabilitását és elősegíti az enzimek aktivitását magasabb hőmérsékleten..

## Anyagcsere
Metanogénként a M. kandleri hidrogént használ elektronforrásként, és a környezetből származó szén-dioxidot metánná redukálja, ezt a folyamatot metanogenezisnek nevezik. A M. kandleri kemolitoautotróf, obligát anaerob, és nem használ oxigént végső elektronakceptorként.

## Élőhely
A M. kandlerit tenyészeteit a Kaliforniai-öbölben, a Közép-Indiai-hátságban, a Közép-Atlanti-hátságban és Izlandon található különböző tenger alatti hidrotermális kürtőnyílásokból izolálták. A fajt először egy Kaliforniai-öbölben található fekete füstölgő falán fedezték fel 2000 m mélységben, 84-110 °C-os hőmérsékleten.  Akár 122 °C hőmérsékletet is képes túlélni, bár az optimális növekedési hőmérséklet 100 °C. A sejtek növekedéséhez és aktivitásához magas belső sejtionkoncentráció (>1 M) szükséges.

## Genomjellemzők
Megállapították hogy a genomja GC-ben gazdag genom, amely 1 694 969 nukleotidot tartalmaz, amelynek körülbelül 62,1%-a guanin vagy citozin. Az egyetlen cirkuláris kromoszómája 1691 fehérjét kódoló gént és 39 RNS gént tartalmaz. A faj nagyszámú árva génnel is rendelkezik, valószínűleg vírusos génátvitel révén.

## Jövőbeli kutatások
A Methanopyrus kandleri az egyetlen olyan faj, amelyről ismert hogy rendelkezik a topoizomeráz V-el. A topoizomeráz V lehetővé teszi hogy túléljen magas hőmérsékleten. A topoizomeráz V egy egyedülálló enzim, mivel mind topoizomeráz, mind DNS-javító aktivitással rendelkezik, különösen több DNS-javító hellyel, amelyek egymástól függetlenül működhetnek, még akkor is, ha a DNS egyik helye sérült. Bár a topoizomeráz V hasznos enzim, de nehéznek bizonyult más topoizomeráz V-vel rendelkező hipertermofileket találni. A topoizomeráz V hiánya más archeákban arra késztette a kutatókat, hogy feltételezzék, hogy a M. kandleri topoizomeráz V enzim eredete vírális géntranszfer eredménye, és a fajban található árva gének szokatlan mennyisége bizonyítja ezt az elméletet.

### Tudományos folyóiratok
- Kurr M (1991). „Methanopyrus kandleri, gen. and sp. nov. represents a novel group of hyperthermophilic methanogens, growing at 110°C”. Arch. Microbiol. 156 (4), 239–247. o. DOI:10.1007/BF00262992.

### Tudományos könyvek
- Huber R.szerk.: DR Boone: Family I. Methanopyralceae fam. nov., Bergey's Manual of Systematic Bacteriology Volume 1: The Archaea and the deeply branching and phototrophic Bacteria, 2nd, New York: Springer Verlag, 169. o. (2001. március 19.). ISBN 978-0-387-98771-2

### Tudományos adatbázisok
- kandleri Methanopyrus kandleri PubMed hivatkozásai
- kandleri Methanopyrus kandleri PubMed Central hivatkozásai
- kandleri Methanopyrus kandleri Google Scholar hivatkozásai

## Fordítás
- Ez a szócikk részben vagy egészben  a   Methanopyrus című angol Wikipédia-szócikk ezen változatának fordításán alapul.  Az eredeti cikk szerkesztőit annak laptörténete sorolja fel. Ez a jelzés csupán a megfogalmazás eredetét és a szerzői jogokat jelzi, nem szolgál a cikkben szereplő információk forrásmegjelöléseként.